# Driulis González
Driulis González Morales (* 21. September 1973 in Guantánamo) ist eine ehemalige kubanische Judoka, die bei fünf Olympiastarts vier Medaillen gewann.

## Sportliche Karriere
Die 1,62 m große Driulis González trat bis 2000 in der Regel im Leichtgewicht bis 56 kg (bis 57 kg ab 2000) an, danach meist im Halbmittelgewicht bis 63 kg. Bei den kubanischen Landesmeisterschaften, bei denen sie elf Titel gewann, war sie auch schon vor 2000 gelegentlich im Halbmittelgewicht angetreten.
1992 gewann sie ihren ersten Titel bei den Panamerikanischen Meisterschaften. Bei den Olympischen Spielen 1992 erkämpfte sie eine Bronzemedaille. Auch bei den Judo-Weltmeisterschaften 1993 erhielt sie eine Bronzemedaille. 1994 gewann sie ihren zweiten Titel bei den Panamerikanischen Meisterschaften. 1995 gewann sie drei internationale Titel: Im März siegte sie bei den Panamerikanischen Spielen, im August folgte der Titel bei der Universiade und im September gewann sie bei den Judo-Weltmeisterschaften 1995. Im Juli 1996 folgte mit dem Olympiasieg in Atlanta der letzte ausstehende Titel.
Bis zu den nächsten Olympischen Spielen gewann Driulis González bei den Panamerikameisterschaften 1996, 1997 und 1998, bei den Panamerikanischen Spielen 1999 und bei den Mannschaftsweltmeisterschaften 1997 und 1998. Im Finale der Judo-Weltmeisterschaften 1997 unterlag sie der Spanierin Isabel Fernández, gegen die sie aber zwei Jahre später im Finale der Judo-Weltmeisterschaften 1999 siegte. Auch im Olympiafinale 2000 trafen Fernández und González aufeinander, diesmal siegte wieder die Spanierin.
Nach zwei Jahren Pause kehrte Driulis González 2003 im Halbmittelgewicht zurück zu den großen Turnieren. Nach fünf Turniersiegen gewann sie im August bei den Panamerikanischen Spielen. Im Finale der Judo-Weltmeisterschaften 2003 unterlag González einen Monat später der Argentinierin Daniela Krukower. Bei den Olympischen Spielen 2004 gewann sie nach 1992 ihre zweite Bronzemedaille. Ebenfalls Bronze gewann sie bei den Judo-Weltmeisterschaften 2005. Nachdem sie 2006 nur mit der kubanischen Mannschaft Silber bei den Mannschaftsweltmeisterschaften gewonnen hatte, gelangen Driulis Gonzalez 2007 wieder mehrere Siege bei großen Meisterschaften. Sie siegte im Mai bei den Panamerika-Meisterschaften, im Juli bei den Panamerikanischen Spielen und im September bei den Weltmeisterschaften. Nach Silber bei den Mannschaftsweltmeisterschaften im November 2007 und Gold bei den Panamerika-Meisterschaften im Mai 2008 unterlag sie bei den Olympischen Spielen 2008 zuerst gegen die spätere Olympiasiegerin Ayumi Tanimoto und im Kampf um Bronze gegen die Niederländerin Elisabeth Willeboordse.
Nach den Olympischen Spielen 2008 beendete González ihre Karriere.